# アンソニー・ハミルトン
アンソニー・ハミルトン（英 : Anthony Hamilton、1971年1月28日）とは、アメリカ合衆国ノースカロライナ州、シャーロット出身のR&Bシンガーである。全米では、正統派のR&B/ソウルシンガーとして知られており、彼の手掛けた楽曲は、従来の王道R&B路線を貫いた物が多い。1996年のデビュー以降、これまでに1枚のプラチナムディスクと、2枚のゴールドディスクを獲得している。

## ディスコグラフィ

### アルバム
| 発売日         | タイトル                   | 販売レーベル     | 全米アルバムチャート最高位 | セールス |
| 1996年10月6日  | XTC                        | MCA              | -                          | -        |
| 2003年7月15日  | Comin' from Where I'm From | So So Def/Arista | 33位                       | 120万枚  |
| 2005年12月13日 | Ain't Nobody Worryin'      | So So Def/Jive   | 19位                       | ゴールド |
| 2008年12月16日 | The Point of It All        | Arista, Zomba    | 11位                       | ゴールド |
| 2012年10月2日  | Back to Love               | RCA              | 12位                       | -        |
| 2016年3月25日  | What I'm Feelin'           | RCA              | -                          | -        |
| 2021年9月24日  | Love Is The New Black      | BMG              | -                          | -        |

### その他
- Soulife (2005) - 未発表曲集
- Southern Comfort (2007) - 未発表曲集
- Home For The Holidays (2014) - クリスマス・アルバム